# Ulsteraue bei Günthers
Das Naturschutzgebiet Ulsteraue bei Günthers liegt auf dem Gebiet der Stadt Tann (Rhön) im osthessischen Landkreis Fulda.
Das Gebiet erstreckt sich nordwestlich von Günthers und nordöstlich von Neuswarts – beide Stadtteile von Tann – entlang der Ulster, eines linken Zuflusses der Werra. Am nordwestlichen Rand des Gebietes verläuft die Landesgrenze zu Thüringen und am nordöstlichen Rand die B 278. Südwestlich erstreckt sich das 24,2 ha große Naturschutzgebiet Apfelbachaue bei Neuswarts.

## Bedeutung
Das 29,1 ha große Gebiet steht seit dem Jahr 1993 unter der Kennung 1631028 unter Naturschutz.